# Sainte-Mère
Sainte-Mère (gaskognisch: Senta Mèra) ist eine französische Gemeinde mit 204 Einwohnern (Stand 1. Januar 2022) im Département Gers in der Region Okzitanien (bis 2015 Midi-Pyrénées); sie gehört zum Arrondissement Condom und zum Gemeindeverband Lomagne Gersoise. Die Bewohner nennen sich Sainte-Mérois/Sainte-Méroises.
Sie ist umgeben von den Nachbargemeinden Gimbrède im Nordosten, Miradoux im Osten, Castet-Arrouy und Lectoure im Südosten, Saint-Avit-Frandat im Süden und Südwesten sowie Sempesserre im Westen, Nordwesten und Norden.

## Bevölkerungsentwicklung
| Jahr                       | 1841 | 1846 | 1921 | 1936 | 1962 | 1968 | 1975 | 1982 | 1990 | 1999 | 2006 | 2011 | 2016 |
| Einwohner                  | 454  | 451  | 220  | 266  | 236  | 205  | 197  | 173  | 172  | 182  | 187  | 203  | 218  |
| Quellen: Cassini und INSEE |      |      |      |      |      |      |      |      |      |      |      |      |      |